# Silvio Furlani
Silvio Furlani (San Lorenzo Isontino, 5 settembre 1921 – Roma, 31 luglio 2001) è stato un bibliotecario e storico italiano.

## Biografia
Nato da padre italiano e da madre austriaca, frequentò le scuole elementari a Graz e proseguì gli studi in Italia, prima a Vicenza, poi al Convitto nazionale Melchiorre Delfico di Teramo dove, nel giugno 1940, conseguì la maturità classica. Nello stesso anno si iscrisse alla Facoltà di lettere dell'Università di Pisa. Tra il 1940 e il 1944, collaborò alla rivista «Politica Nuova» diretta da Bruno Spampanato e, arrivato a Pisa, all'organo del GUF «Il Campano». Dal 1944, divenne interprete per la prefettura e, successivamente per il Comitato di alimentazione diretto dall'avvocato Mario Gattai e poi per i tedeschi occupanti. Quando la 16. Divisione motorizzata "Reichsführer-SS" lasciò Pisa, Furlani la seguì e concluse la guerra sul Lago Balaton per poi essere liberato dagli americani in Austria, nel maggio del 1945.
Tornato a Roma nel 1945, si laureò a pieni voti in lettere nel dicembre 1946 presso l'Università «La Sapienza», discutendo con il prof. Alberto Maria Ghisalberti una tesi su Il concetto dell’equilibrio politico europeo nella pubblicistica italiana dell’età rivoluzionaria e napoleonica. In quegli anni, i suoi punti di riferimento furono da un lato Walter Maturi, conosciuto a Pisa, che lo indirizzò alla storia del Risorgimento e alla storia delle relazioni internazionali, dall'altro, lo zio Giuseppe Furlani, titolare della cattedra di assirologia ed archeologia orientale alla Sapienza, che, in assenza del padre, lo aiutò nei suoi studi e lo ospitò a Roma. A Roma, frequentò la Biblioteca e l'Archivio Vaticano e, durante l'anno accademico 1946-47, frequentò i corsi di paleografia e di archivistica dell'Archivio Vaticano.
Nel novembre 1947, vinse il concorso per titoli ed esami bandito nel gennaio dello stesso anno dall'Assemblea costituente, per un posto di segretario della Biblioteca, allora diretta da Enrico Damiani. Subito dopo aver vinto il concorso, giunsero alla Camera accuse di aver svolto, durante l'occupazione tedesca di Pisa, attività anti-italiana ma, anche in base alla testimonianza di Mario Gattai, ciò non ne ostacolò l'assunzione. Furlani, affiancato da Carlo Pariset, funzionario e stenografo presso la Biblioteca dall'aprile 1949, contribuì alla riorganizzazione dell'istituto durante il periodo di direzione provvisoria di Umberto Collamarini, fino a quando Furlani stesso divenne direttore.
Nel 1958 fu incaricato da Meuccio Ruini di organizzare la Biblioteca del CNEL. Dal 1960 al 1966 è stato presidente della Commissione delle biblioteche parlamentari e amministrative dell'IFLA e dal 1961 al 1964 membro del Board of Directors della International Association of Law Libraries. Furlani assunse di fatto la direzione della Biblioteca della Camera dal luglio 1959 anche se il titolo e il grado di direttore gli furono conferiti nel febbraio 1963. 
Nel corso della sua carriera, oltre agli studi di biblioteconomia, si occupò di storia parlamentare e di storia elettorale. Tra il 1959 e il 1973 redasse per il Novissimo digesto italiano tutte le voci di diritto e procedura elettorale e i relativi aggiornamenti. Per incarico della Camera dei deputati curò numerose pubblicazioni, tra le quali uno studio monografico sulle commissioni parlamentari d'inchiesta, una bibliografia ragionata sui regolamenti interni e sulla procedura parlamentare, l'edizione in quattro volumi dei Discorsi parlamentari di Giovanni Giolitti, pubblicata dalla Camera dei deputati tra il 1953 e il 1955 e, nel 1962, la redazione di un'opera sull'unità d'Italia nelle discussioni dei Parlamenti esteri. Contemporaneamente, con saggi e recensioni, coltivò la storia del Risorgimento, la storia dell’Austria e la storia della Svezia. 
Fu collocato a riposo il 31 dicembre 1981. Con delibera dell’Ufficio di presidenza del 19 gennaio 1982 gli fu conferito il titolo di bibliotecario emerito della Camera dei deputati. Nel 1982 l'Università di Lund gli conferì la laurea honoris causa in filosofia. 
Dopo il collocamento in quiescenza, continuò un’intensa attività scientifica, in particolare nel campo degli studi storici e degli studi elettorali. Dal 1987 iniziò la sua collaborazione con l’editore Saur come curatore del grande archivio cumulativo di repertori biografici italiani ABI Archivio biografico italiano, ed. su microfiches, 1987-2003, ora disponibile online sulla piattaforma World biographical information system. Dal 1988 al 1991 ha collaborato, con numerosi saggi, all’opera Il Parlamento italiano, 1861-1988 (Milano, Nuova CEI).

## Opere
- Le commissioni parlamentari d’inchiesta. Con una premessa di Meuccio Ruini. Milano, Giuffrè, 1954, (I quaderni della Costituzione; 12).
- L’unità d’Italia nelle discussioni dei Parlamenti esteri: 1859-1861, a cura di Silvio Furlani, Roma, Segretariato generale della Camera dei deputati, 1962, vol. 1.
- Guida bibliografica, in: Il regolamento della Camera dei deputati : storia, istituti, procedure, pubblicazione diretta dal Segretariato Generale della Camera dei Deputati ; a cura di V. Longi ... [et al.], Roma, Colombo, 1968, p. 647-800.
- Le tecniche della rappresentanza: cinquant’anni di ricerche sul diritto elettorale in Italia e all’estero, Reggio Calabria, Falzea, 1996.
- Scritti storici, Roma, Camera dei deputati, 2007, 2 vol. (In appendice al vol. 2: Bibliografia degli scritti di Silvio Furlani, p. 1521-1539).

## Archivio
L'Archivio di Silvio Furlani, consistente in 63 buste, è conservato presso la Biblioteca della Camera dei deputati. Nel sito della Biblioteca è disponibile un inventario sommario.